# Виершани (Горж)
Виершани (рум. Vierșani) насеље је у Румунији у округу Горж у општини Жупанешти. Oпштина се налази на надморској висини од 196 m.

## Становништво
Према подацима из 2002. године у насељу је живело 970 становника, од којих су сви румунске националности.